# Иван Васильевич (княжич боровский)
Иван Васильевич Боровский (ум. 1507) — князь Клецкий (ок. 1456—1503), старший сын удельного князя Василия Ярославича Боровского от первого брака.

## Биография
После пленения и заточения своего отца, серпуховского князя Василия Ярославича Боровского, в 1456 году Иван вместе с мачехой бежал в Великое княжество Литовское. Король польский и великий князь литовский Казимир Ягеллончик принял знатного московского князя-беглеца и передал ему в удельное владение города Клецк и Рогачёв.
В 1503 году крымские татары разорили и сожгли Клецк, резиденцию князя Ивана Боровского. В 1506 году крымцы предприняли новый набег на Великое княжество Литовское. Литовское правительство в этот раз подготовилось к отражению вражеского нападения. 5 августа в битве под Клецком 30-тысячная крымская орда под предводительством царевича Бити-Гирея была разгромлена польско-литовским ополчением под командованием князя Михаила Львовича Глинского. Принимали ли участие в этом сражении князья Клецкие — неизвестно. В следующем 1507 году Иван Васильевич Клецкий скончался. Ему наследовал сын Фёдор Боровский (ум. 1521).

## Семья
Иван Васильевич Боровский был женат на княжне Евдокии Фёдоровне Воротынской, дочери князя Федора Львовича Воротынского. Их брак состоялся не ранее второй половины 1450-х – начала 1460-х гг. Дети:
- Фёдор Иванович Боровский (ум. в мае 1521), последний удельный князь Клецкий
- Ульяна Ивановна Боровская (ум. до 1522), первая жена с 1501 года князя Юрия Ивановича Гольшанского (ум. 1536)
- Василиса Ивановна Боровская (ум. 11.05.1552), жена с 1513 года маршалка господарского и воеводы новогрудского Александра Ивановича Ходкевича (ок. 1475—1549)

Из документов «Литовской метрики» видно, что у князя Фёдора Боровского было потомство: так, известны князь Юрий Боровский, бывший коршевским тиуном, и князь Николай Боровский, подстолий жмудский, участвовавший в смоленском и московском походах польского короля Сигизмунда III Вазы.